# Loch an Eilein (sjö i Storbritannien, Highland)
Loch an Eilein är en sjö i Storbritannien.   Den ligger i kommunen Highland och riksdelen Skottland, i den norra delen av landet, 700 km norr om huvudstaden London. Loch an Eilein ligger 593 meter över havet.  Trakten runt Loch an Eilein består i huvudsak av gräsmarker.